# La grande rabbia
La grande rabbia è un film drammatico del 2016, diretto da Claudio Fragasso.

## Trama
Roma, dicembre 2014. Benito, detto "Benny", è un ragazzo di colore che era stato adottato da una coppia italiana, ma è rimasto solo al mondo dopo la morte dei genitori. Benny si mantiene partecipando a incontri clandestini di lotta e muovendosi nel sottobosco criminale capitolino. Matteo è attratto da quello stesso mondo, ma tenta di tenersene lontano lavorando in un pub. I due sono amici di vecchia data, uniti dalla fede nel fascismo. Benny esce dal carcere dopo una condanna inflittagli proprio a causa di un incontro di lotta finito quasi in tragedia. Ritrova Matteo, coinvolgendolo nei suoi loschi affari, mentre nella zona di Tor Sapienza scoppiano proteste legate alla presenza di immigrati.